# Carnivore
Das Projekt Carnivore (lat. Fleischfresser) ist ein äußerst kontroverses Projekt des amerikanischen Federal Bureau of Investigation (FBI), dessen Ziel die Überwachung des Mail- und Onlineverhaltens von Internet-Usern auf kriminelle Aktivitäten ist.
Carnivore ist laut Meinung vieler Experten und Laien die 3. Evolutionsstufe der FBI-Überwachungsmechanismen für Onlineverkehr, nachfolgend Projekten wie Omnivore und Etherpeek (letzteres ist eine kommerzielle Software, die für das FBI angepasst wurde).
In den späten 1990er Jahren begann die zweite Stufe, Projekt Omnivore, eine Methode um spezifische Internet Service Provider (ISP) und den Mailverkehr über deren Server zu überwachen und verdächtige Pakete bzw. Mails mitzulesen.
1999 wurde Omnivore zugunsten von Carnivore beendet, da dem FBI mit dem Carnivore-Programm bessere Möglichkeiten zur Verfügung standen, den Verkehr der ISPs generell zu überwachen, ohne spezifisch auf Server eingehen zu müssen. Laut Informationen aus Internetquellen[Beleg?] soll Carnivore Teil der DragonWare-Suite sein, eines dreiteiligen Programmpakets, das unter anderem sehr hoch entwickelte Packet Sniffer sowie Datenanalyse-Systeme enthält.
Mittlerweile wurde das Carnivore-System vom FBI mit der harmloseren Bezeichnung „DCS1000“ (DCS = Digital Collection System) versehen.
Gegenüber dem US-Kongress gab das FBI zu, ihr selbst entwickeltes Carnivore während der Fiskaljahre 2002 und 2003 gar nicht mehr genutzt zu haben. Stattdessen griff das FBI auf nicht genannte kommerzielle Produkte zurück.